# Guerra de Independencia de Rákóczi
La Guerra de independencia de Rákóczi (1703-1711, en húngaro: Rákóczi-szabadságharc, en alemán: Aufstand von Franz II. Rákóczi, en rumano: Răscoala lui Rákóczi) fue el primer intento significativo de derribar el dominio de los Habsburgo sobre Hungría. La guerra fue conducida por un grupo de nobles, ricos y autonomistas de alto rango y fue liderada por Francisco Rákóczi II, acompañado de gran cantidad de soldados despedidos y campesinos. La insurrección no tuvo éxito, le puso fin el tratado de Szatmár (Satu Mare). No obstante, la nobleza húngara consiguió satisfacer parcialmente  los intereses húngaros.

## Preludio
Con el tratado de Karlowitz de 1699, el Imperio otomano renunció a casi todas sus reclamaciones sobre algunos de sus territorios conquistados al reino medieval de Hungría después de 1526. La nobleza estaba en contra del dominio de los Habsburgo porque las tierras que antes les habían quitado por los otomanos fueron devueltos sólo a aquellos que pudieran demostrar su derecho a poseer la propiedad (por haber sido suya en 1541) y pudieran pagar el 10% de su valor (ius armorum) a los Habsburgo, a través de la Neoacquistica Comissio. Si no lo hacían, la propiedad pasaba a manos de los acreedores del Imperio. La nobleza de Transilvania aceptó la soberanía de los Habsburgo y el Diploma leopoldino lo que provocó la pérdida del derecho a la libre elección de los reyes. Miguel Apafi II intentó recuperar la soberanía en 1701 pero fue derrotado por Leopoldo. 
La clase campesina se volvió contra el Imperio debido a las penurias que les trajeron las largas guerras. Las guerras turcas habían dejado grandes daños, la población se estancó en tan solo cuatro millones, muchas tierras fueron completamente destruidas y abandonadas. El reino de Hungría debía que recaudar anualmente cuatrocientos mil de los tres millones de florines que costaba mantener la guerra. Se decía que la Hungría Real pagó más a los Habsburgo en dos años (1685-1686) que a los turcos en cien años. Un impuesto de guerra introducido en 1689 finalmente tuvo que ser recaudado por la fuerza por los militares austríacos. Con el tiempo, la recatolicización continuó y la aflicción de los campesinos y siervos creció, ya que toda la carga se descargó sobre sus hombros. En 1697 se reprimió un levantamiento contra los Habsburgo en Tokaj con la ayuda de la nobleza húngara.
Progresivamente, las relaciones entre la corte y la nobleza se estaban deteriorando, y los nuevos gobernantes de los Habsburgo trataban tan mal a los campesinos que, finalmente, algunas personas deseaban volver al dominio turco.

### Rebelión
Las relaciones internacionales brindaron a Hungría la oportunidad de liberarse de los Habsburgo. Con la ayuda de Luis XIV de Francia, los rebeldes anti-Habsburgo, liderados por un joven noble, Imre Thököly se levantaron contra el Imperio en 1678. Thököly ocupó la mayor parte del norte de Hungría. En 1681 los otomanos se le unieron, y Thököly fue reconocido como rey de la Alta Hungría por el sultán Mehmed IV. Sin embargo, cuando los otomanos perdieron la batalla de Viena de 1683, Thököly perdió el apoyo otomano y finalmente fue derrotado en 1685. Su alianza con los otomanos cambió la percepción positiva que tenía Europa occidental sobre Hungría, y en lugar de ser considerada como bastión del cristianismo, ahora se pensaba en el país como un enemigo. En parte como consecuencia de esta situación, Hungría fue ocupada y organizada como "territorio conquistado" en lugar de "territorio liberado de los otomanos".

## Liderazgo

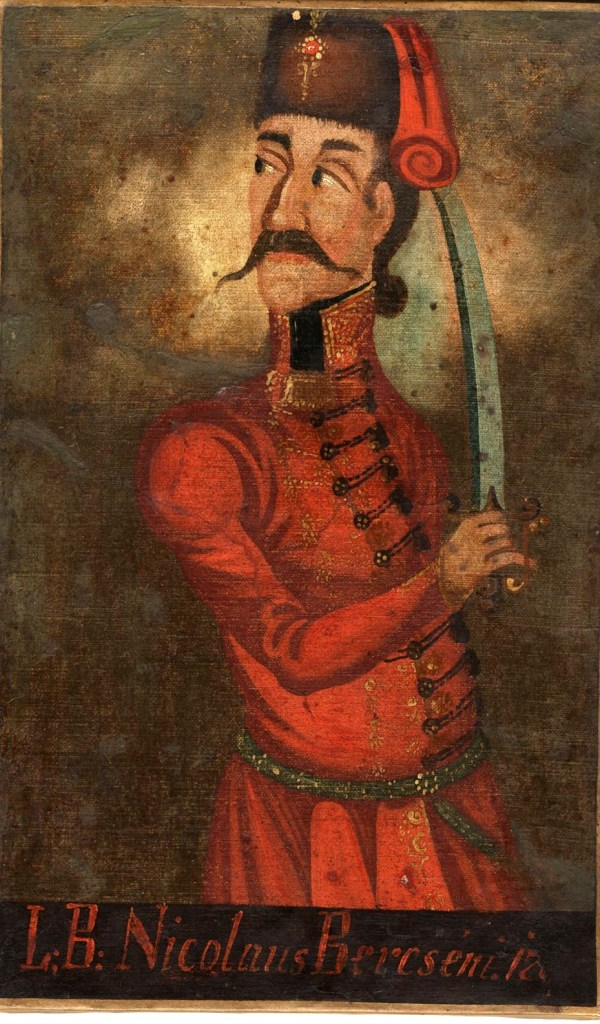
Mikós Bercsényi.

Francisco Rákóczi II (en húngaro: II. Rákóczi Ferenc) era hijo de una antigua familia noble y uno de los terratenientes más ricos del reino de Hungría. Fue el conde (comes perpetuus) del Comitatus Sarossiensis (condado de Sáros) desde 1694 en adelante. Nació de Francisco Rákóczi I, príncipe gobernante electo de Transilvania, e Ilona Zrínyi, en 1676. Su padre murió cuando Rákóczi era un bebé y su madre se casó con Imre Thököly en 1682. Después de la derrota de Thököly, Zrínyi ocupó el castillo de Munkács durante tres años, pero finalmente se vio obligado a rendirse. Tras la firma del tratado de Karlowitz, cuando su padrastro y su madre fueron enviados al exilio, Rákóczi se quedó en Viena bajo la supervisión de los Habsburgo.
Los restos del ejército campesino de Thököly iniciaron un nuevo levantamiento en la región de Hegyalja, en el noreste de la actual Hungría, que era parte de la propiedad de la familia Rákóczi. Capturaron los castillos de Tokaj, Sárospatak y Sátoraljaújhely, y le pidieron a Rákóczi que se convirtiera en su líder, pero él no estaba ansioso por encabezar lo que parecía ser una rebelión campesina menor. Regresó rápidamente a Viena, donde hizo todo lo posible por limpiar su nombre. Rákóczi se hizo amigo del conde Miklós Bercsényi, cuya propiedad en Ungvár, se encontraba junto a la suya. Bercsényi era un hombre muy educado, el tercer hombre más rico del reino (después de Rákóczi y Simon Forgách), y estaba relacionado con la mayor parte de la aristocracia húngara.

## Lucha por la independencia

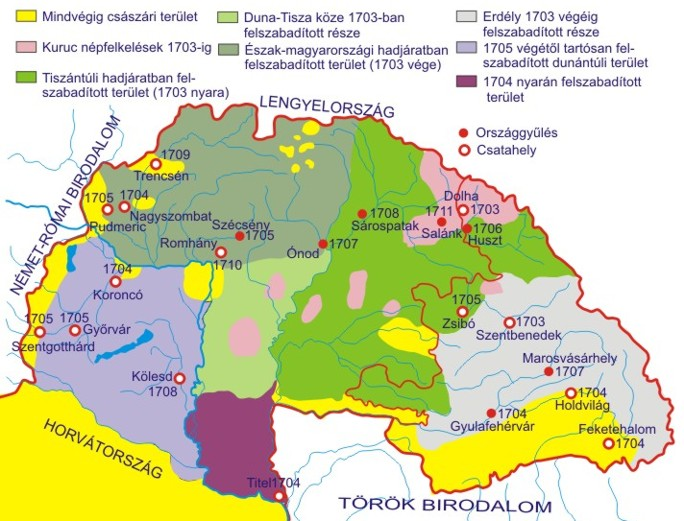
Principales escenarios de la guerra.

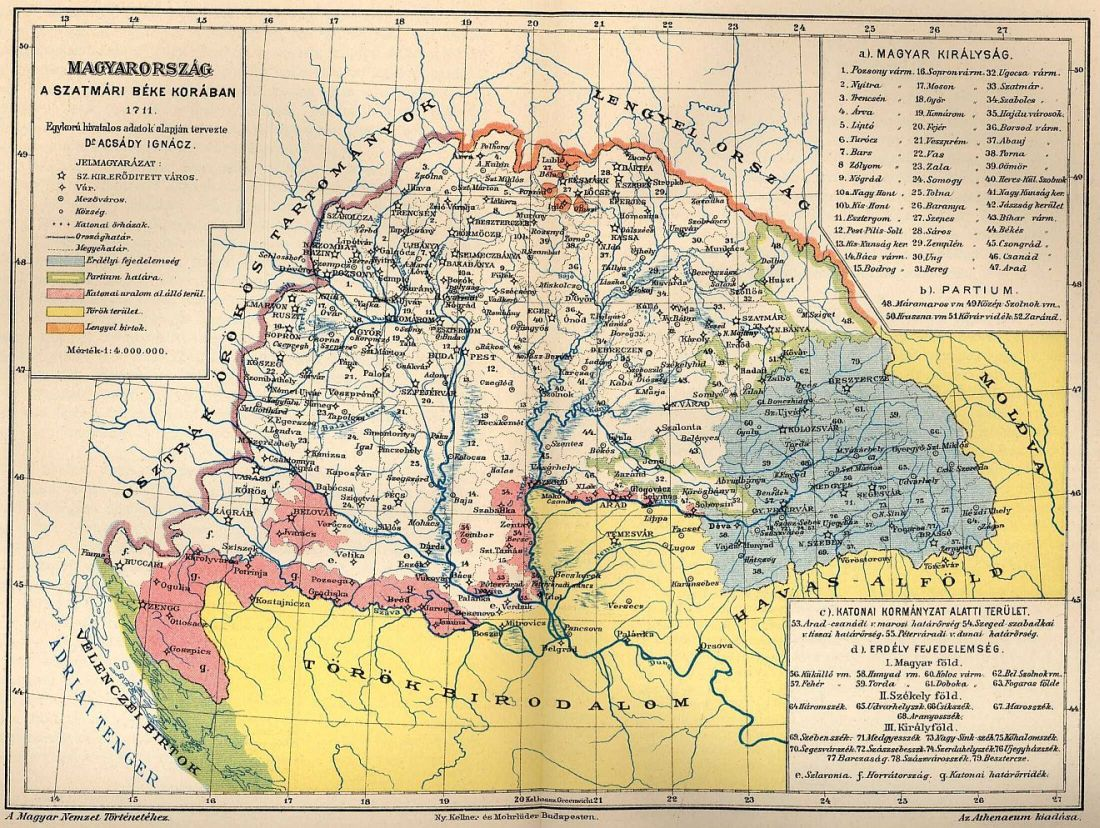
Hungría tras el tratado de Szatmár (Satu Mare).

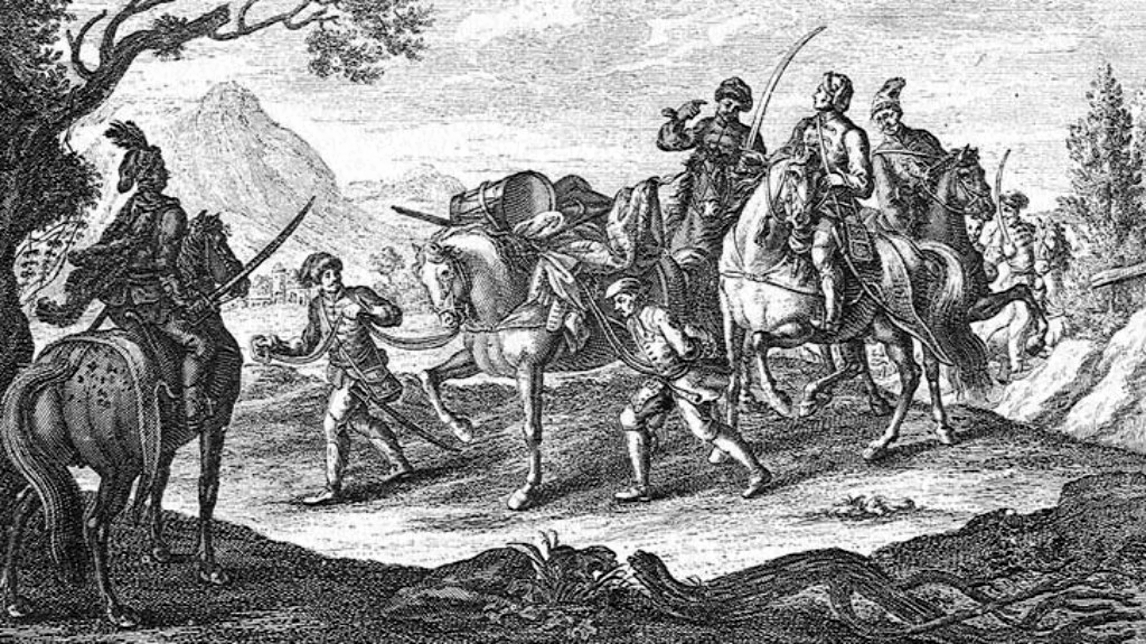
Georg Philipp Rugendas, Soldados austríacos (labanc) capturados por la caballería kuruc.

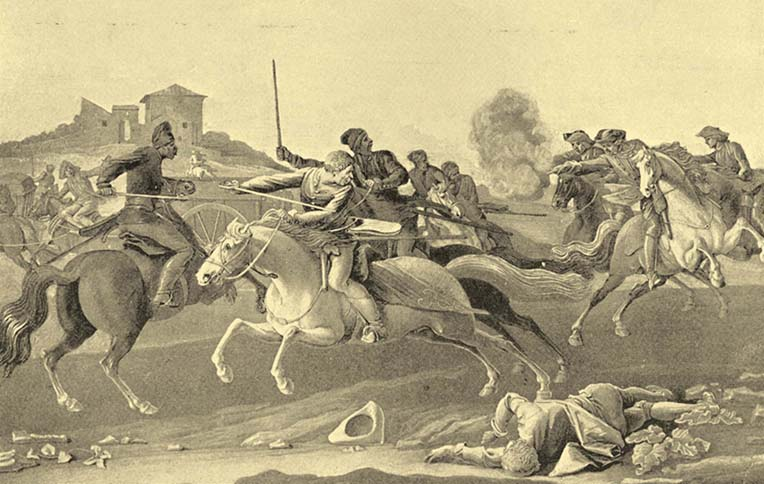
Georg Philipp Rugendas, Combate entre kuruc y labanc.

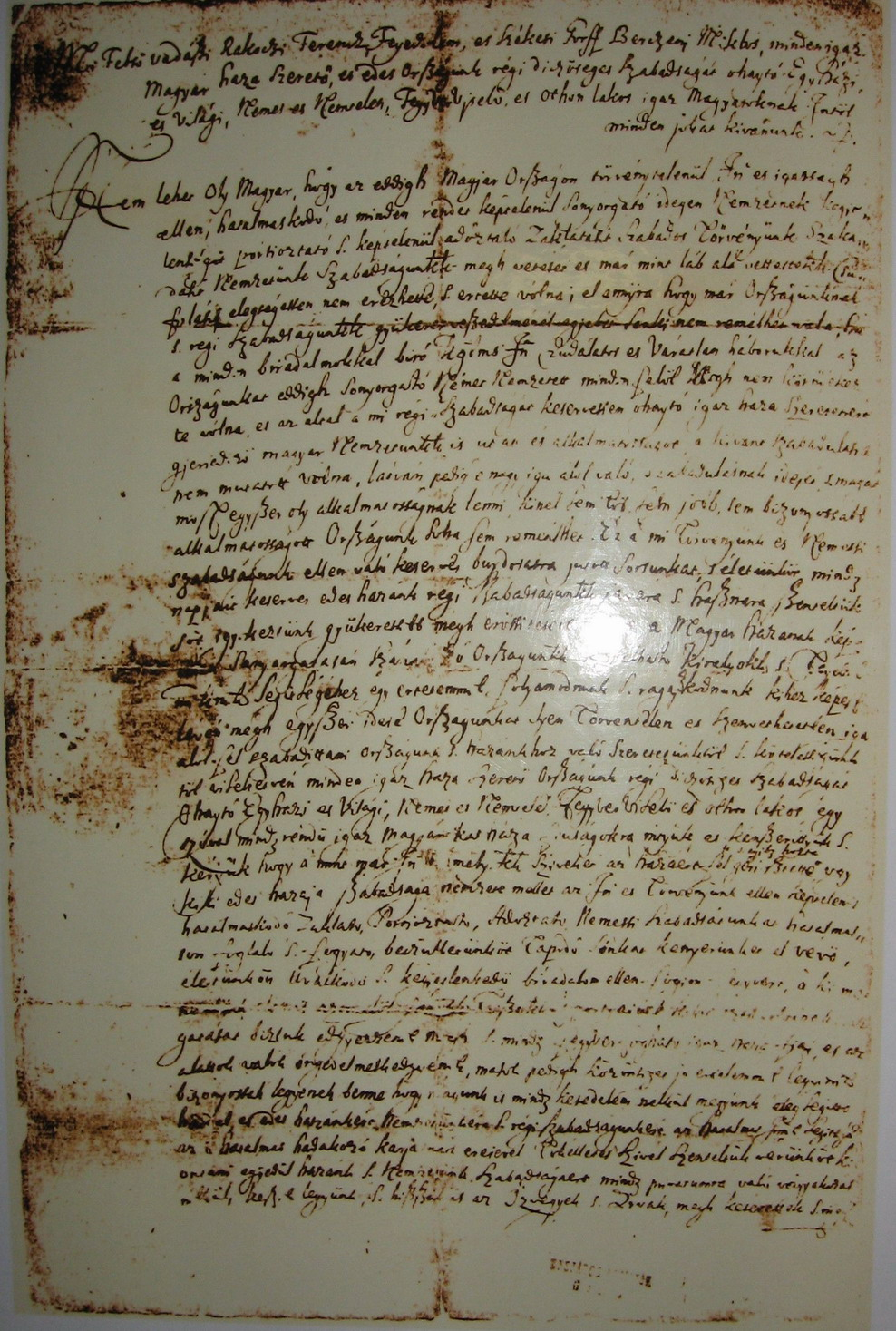
Manifiesto de Brezna (Berezhani), escrito en húngaro por Bercsényi.

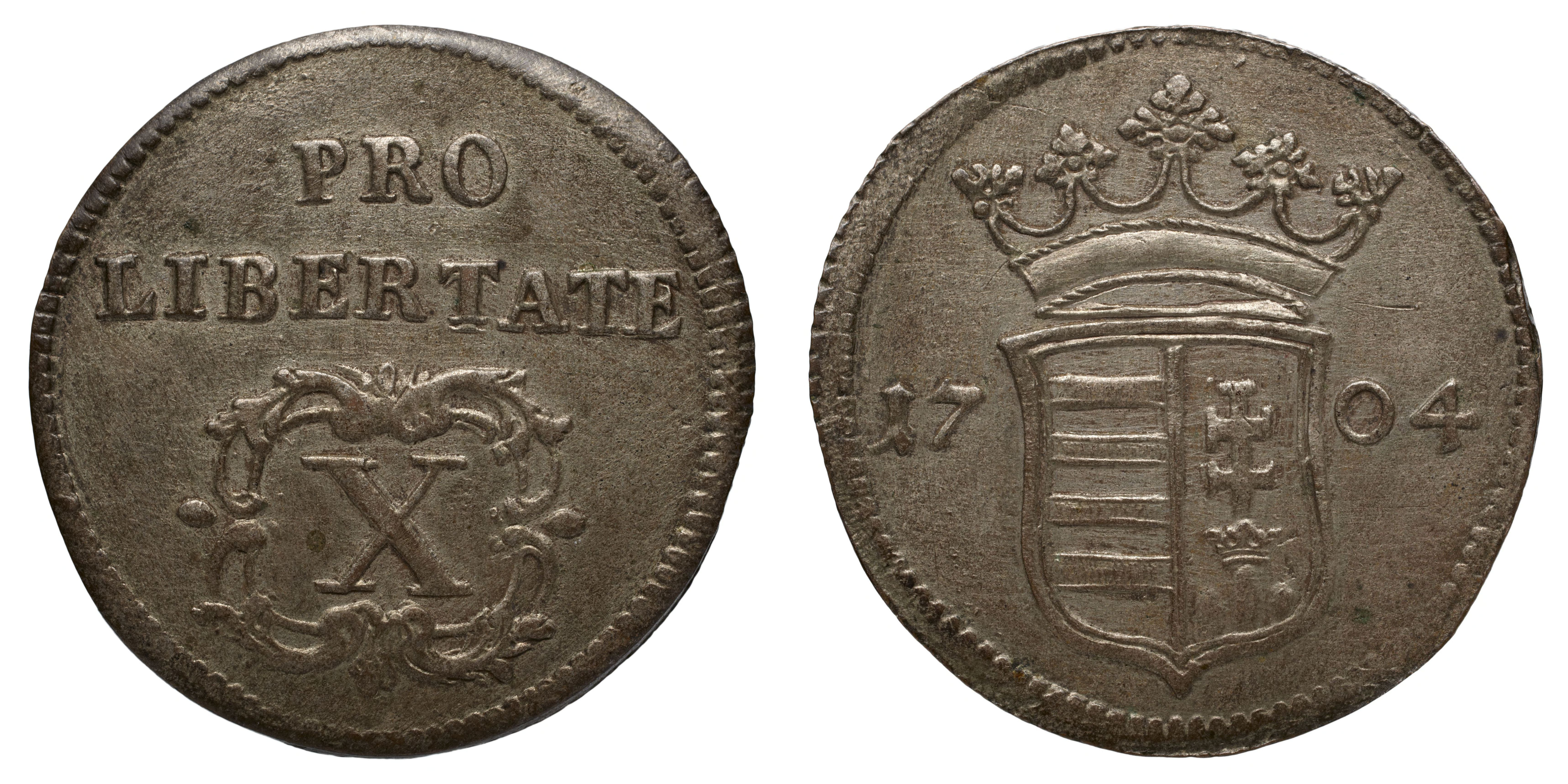
Moneda de cobre acuñada por Rákóczi.

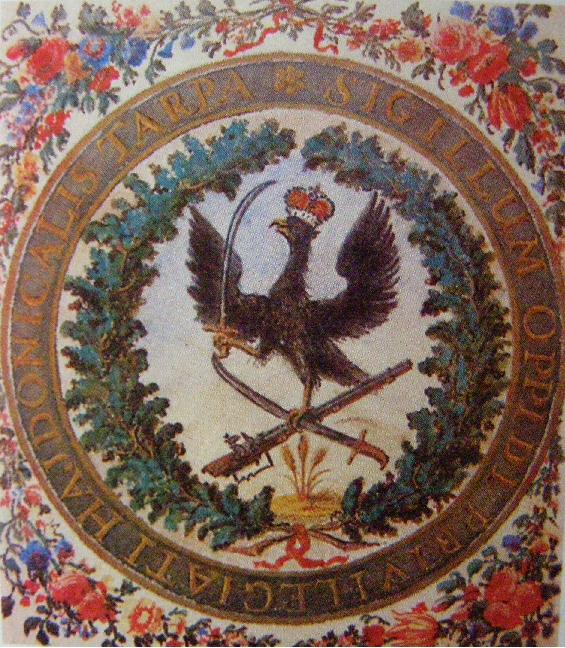
Bandera de unidad de la guerra de independencia de Rákóczi.

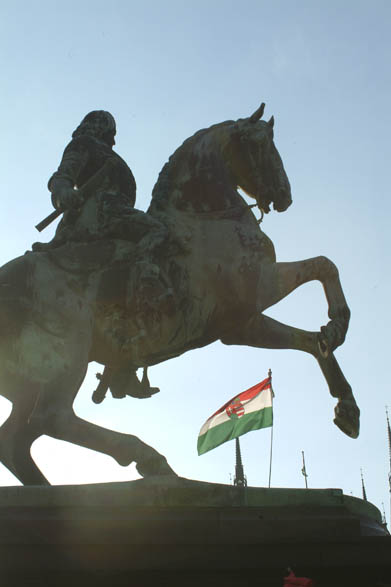
Estatua de Rákóczi en Budapest.

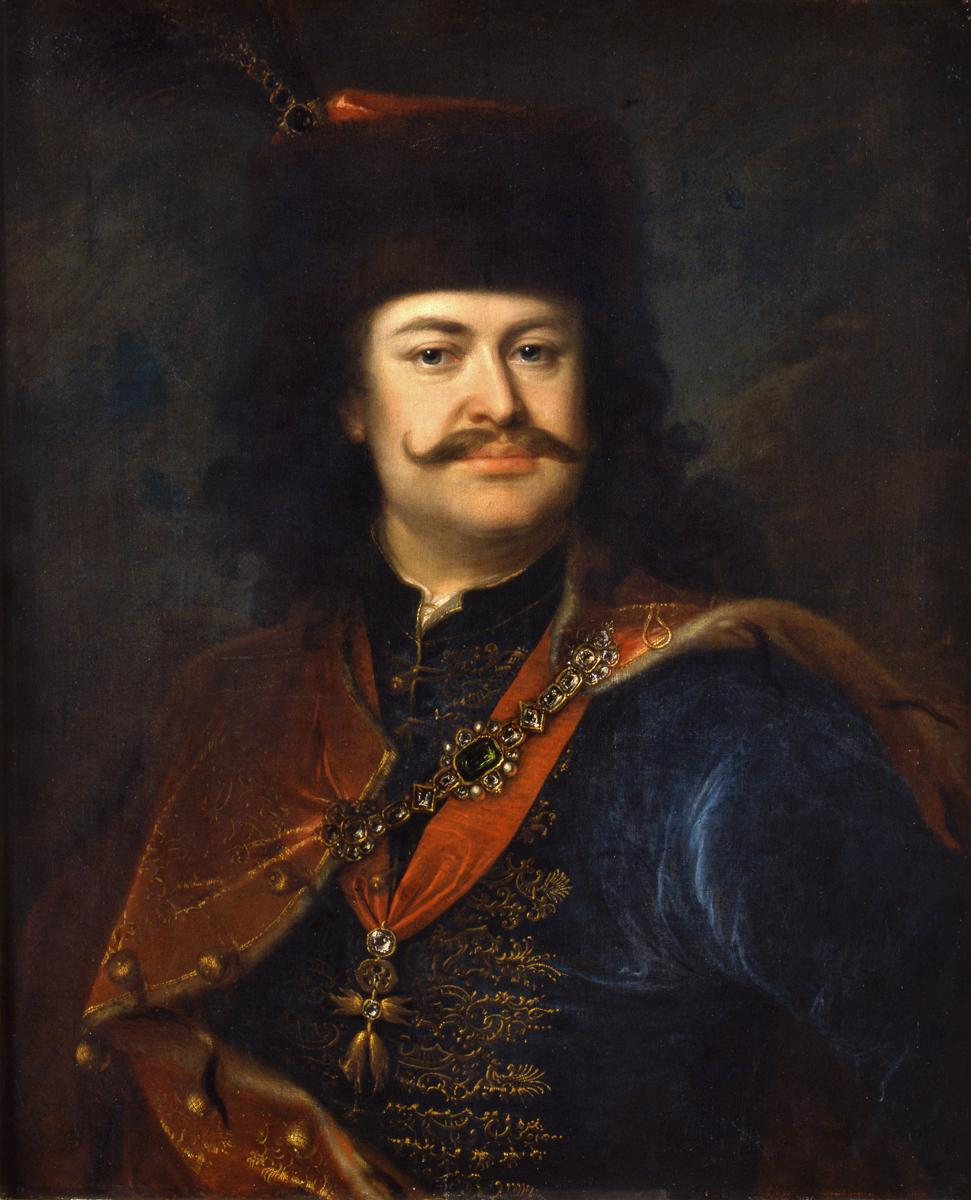
Ádám Mányoki, Francisco Rákóczi II. Galería Nacional Húngara.

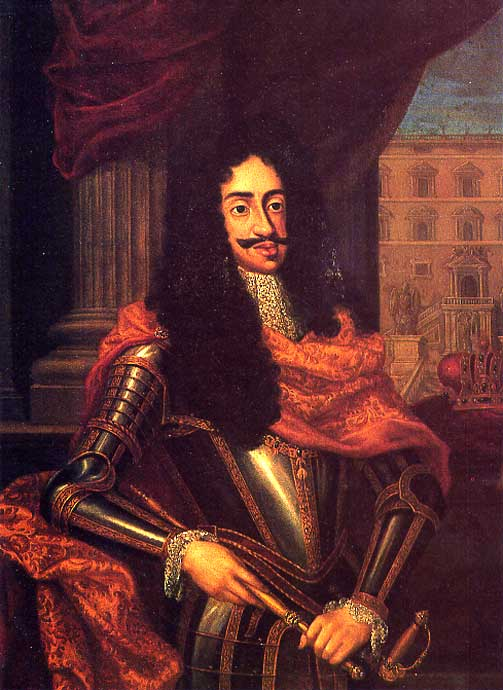
El emperador Leopoldo.

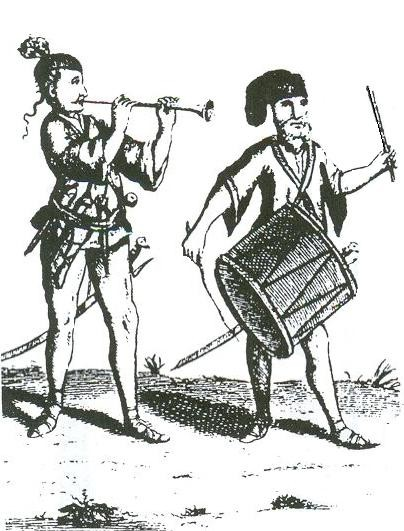
Dos músicos soldados de los kuruc con el oboe de cono töröksíp y el tambor grande nagydob. El töröksíp o Rákóczisíp fue prohibido tras la guerra por las autoridades imperiales.

Mientras la Casa de Habsburgo estaba a punto de extinguirse, Francia buscaba aliados en su lucha contra la hegemonía austriaca. En consecuencia, establecieron contacto con Rákóczi y le prometieron apoyo si él asumía la causa de la independencia de Hungría. Las cartas fueron confiadas a Longueval, un lugarteniente imperial de origen valón, a quien Rákóczi conocía desde hacía tres años. Este teniente salió de su casa en el norte de Hungría (actual Eslovaquia) y tenía fácil acceso a París desde Bélgica, pero Longueval traicionó a Rákóczi al informar a la corte de Viena de las cartas. La corte imperial, queriendo saber más, dejó que las cartas llegaran a su destino. En París, se entregó al espía vienés la carta con la respuesta del canciller francés, en la que Francia ofrecía apoyo económico y armas a los húngaros. Siguió una nueva carta, que nuevamente fue conocida por la corte de Viena. El 1 de febrero de 1701, Longueval fue capturado en Linz. El 18 de abril, Rákóczi recibió una carta de su tía informándole de la captura de Longueval y que se le habían encontrado las cartas. Como resultado directo de esto, Rákóczi fue arrestado el 18 de abril de 1700 en el castillo de Nagysáros y encarcelado en la fortaleza de Wiener Neustadt (al sur de Viena). Durante las audiencias preliminares se hizo evidente que, al igual que en el caso de su abuelo Petar Zrínyi, la única sentencia posible para Francisco era la muerte. Con la ayuda de su esposa embarazada Amelia y el comandante de la prisión, Rákóczi logró escapar y huir a Brzeżany, Polonia. Se puso sobre su cabeza una recompensa de diez mil florines. Aquí volvió a encontrarse con Bercsényi y juntos reanudaron el contacto con la corte francesa a través del conde de Ferriol.
Tres años después, la guerra de sucesión española provocó que gran parte de las fuerzas austríacas en el reino de Hungría abandonaran temporalmente el país. Aprovechando la situación, las fuerzas kuruc iniciaron un nuevo levantamiento en Munkács, y se le pidió a Rákóczi que lo encabezara. Decidió invertir sus energías en una guerra de liberación nacional y aceptó la solicitud. El 15 de junio de 1703, otro grupo de unos tres mil hombres armados encabezados por Tamás Esze se unió a él cerca de la ciudad polaca de Lawoczne. También llegó Bercsényi, con fondos franceses y seiscientos mercenarios polacos. El ejército dirigido por Rákóczi llegó a Hungría a través del paso de Verecke al día siguiente, cruzando la frontera entre Polonia y Hungría. 
La mayor parte de la nobleza húngara no apoyó el levantamiento de Rákóczi, porque consideraba que no era más que una jacquerie, una rebelión campesina. La famosa llamada de Rákóczi en Vásárosnamény a la nobleza del condado de Szabolcs pareció ser en vano. Rákóczi, en Gyulaj prohibió atacar a las propiedades de los nobles para tratr de ganarse su favor Tras la conquista del castillo de Nagykálló el 29 de julio, logró convencer a los hadjúk (guerreros campesinos emancipados) de que se unieran a sus fuerzas, con lo que controlaron la mayor parte del reino de Hungría al este y al norte del Danubio a finales de septiembre de 1703. Conquistaron Transdanubia poco después.  
Mientras tanto, el levantamiento se extendió a Transilvania, donde las tropas imperiales fueron derrotadas sucesivamente en Brad (19 de septiembre de 1703) y Szentbenedek (11 de noviembre). El regimiento de székely enviado para fortalecer la guarnición austríaca en Kolozsvár también fue derrotado. Ocho mil tropas imperiales bajo el mando del general de Bussy-Rabutin lograron acercarse a Kóvár, pero se encontraron completamente aislados y obligados a retirarse.
En febrero de 1704, los insurgentes húngaros dirigidos por János Bottyán hicieron una incursión en las tierras de la Baja Austria hasta los alrededores de Viena. Los austriacos, sin embargo, todavía lograron mantener las fortalezas más importantes de Hungría. En Transilvania, István Thoroczkai reunió a cinco mil insurgentes, con los que atacó a Gyulafehérvár, pero el 13 de abril en Feketehalom fue derrotado por las tropas imperiales dirigidas por el coronel Graven. Otras fuerzas imperiales bajo el mando del general Adam Ritchan lanzaron una ofensiva en la Alta Hungría, pero en junio fueron derrotadas en Smolenice, con una pérdida de unos mil muertos.
En una situación aún inestable (de Bussy-Rabutin tenía sólo 9.000 soldados contra 20.000 insurgentes), Inglaterra y los Países Bajos intentaron en vano iniciar una mediación de paz (17-30 de octubre de 1704). Las tropas imperiales dirigidas por el mariscal de campo Heister en sucesivos éxitos derrotaron a los insurgentes también en Győr (22 de junio) y rechazaron con éxito su ataque en Trnava recuperando la ciudad misma (25/26 de diciembre de 1704). Anteriormente, en julio de 1704, los estados de Transilvania proclamaron a Rakoczi príncipe de Transilvania. 
Dado que los austriacos tuvieron que luchar contra Rákóczi en varios frentes, se vieron obligados a entablar negociaciones con él. Sin embargo, la victoria de las fuerzas austriacas e inglesas contra un ejército combinado franco-bávaro en la batalla de Blenheim el 13 de agosto de 1704, proporcionó una ventaja no solo en la guerra de sucesión española, sino que también impidió la unión de las fuerzas de Rákóczi con aliados franceses y bávaros. En 1705 moría Lepopoldo I y subía al trono José I.
Esto colocó a Rákóczi en una difícil situación militar y financiera. El apoyo francés disminuyó gradualmente y se necesitaba un ejército más grande para ocupar la tierra ya ganada. Mientras tanto, suministrar armas y alimentos al ejército que tenía estaba fuera de sus posibilidades. Trató de resolver este problema creando una nueva moneda a base de cobre, con la inscripción Pro libertate, que no fue fácilmente aceptada en Hungría ya que la gente estaba acostumbrada a las monedas de plata. Sin embargo, Rákóczi logró mantener su ventaja militar por un tiempo, pero después de 1706, su ejército se vio obligado a retirarse.
Una reunión de la Dieta húngara (compuesta por seis obispos, 36 aristócratas y alrededor de mil representantes de la baja nobleza de 25 condados), celebrada cerca de Szécsény (condado de Nógrád) en septiembre de 1705, eligió a Rákóczi como fejedelem -príncipe gobernante- de los Estados Confederados del Reino de Hungría, con la asistencia de un Senado de 24 miembros. A Rákóczi y al Senado se les asignó la responsabilidad conjunta de la conducción de los asuntos exteriores, incluidas las conversaciones de paz. 
Alentadas por Inglaterra y los Países Bajos, las conversaciones de paz se reanudaron en Trnava el 27 de octubre de 1705 entre los líderes kuruc y el emperador. No obstante, las operaciones militares continuaron y ambas partes variarían su estrategia de acuerdo con la situación militar. El 13 de diciembre, las fuerzas kuruc dirigidas por János Bottyán derrotaron a los austríacos en Szentgotthárd. Un obstáculo a la paz era la soberanía sobre Transilvania: ninguna de las partes estaba dispuesta a renunciar a ella. El tratado propuesto por Rákóczi con los franceses se estancó, por lo que se convenció de que solo una declaración de independencia haría aceptable que varias potencias negociaran con él. En 1706, su esposa (a quien no había visto en 5 años, junto con sus hijos József y György) y su hermana fueron enviados como embajadores de paz, pero Rákóczi rechazó sus esfuerzos en nombre del emperador. En otoño de 1706, solo unas pocas fortalezas sitiadas por los insurgentes permanecían en poder de los austriacos en Transilvania.
Por recomendación de Rákóczi, y con el apoyo de Bercsényi, otra reunión de la Dieta celebrada en Ónod (condado de Borsod) declaró la deposición de la casa de Habsburgo del trono húngaro el 13 de junio de 1707. Las principales razones de estas resoluciones fueron las crecientes contradicciones internas en el liderazgo de la rebelión, en el que los magnates conservadores que se inclinaban hacia un acuerdo con los Habsburgo comenzaban a ganar ventaja, así como por la presión francesa. Pero ni este acto, ni la moneda de cobre emitida para evitar la inflación monetaria, tuvieron éxito. Luis XIV se negó a firmar tratados con el príncipe Rákóczi, dejando a los húngaros sin aliados. Quedó la posibilidad de una alianza con el zar de Rusia, pero tampoco se materializó. En 1707, los austríacos llevaron a Hungría una fuerza de 45 regimientos de infantería y 42 regimientos de caballería.
En el territorio de la Baja Austria (el área alrededor de Viena), la actual Burgenland y el este de Estiria fueron atacadas y devastadas varias veces hasta 1709 durante este levantamiento. Aquí se tomó el castillo de Sümeg, recuperado por las tropas imperiales ese año. Para proteger Viena, la capital de los Habsburgo, en 1704 se edificó el muro una línea de fortificación ligera, junto con el Kuruzzenschanze entre el Danubio y el lago Neusiedl.
En la batalla de Trenčín, el 3 de agosto de 1708 el caballo de Rákóczi tropezó y cayó al suelo, lo que lo dejó inconsciente. Las fuerzas kuruc lo creyeron muerto y huyeron. Esta derrota fue fatal para el levantamiento. Numerosos líderes kuruc transfirieron su lealtad al Emperador con la esperanza de obtener clemencia. Las fuerzas de Rákóczi quedaron restringidas al área alrededor de Munkács y el condado de Szabolcs. En 1710, la peste azotó las tierras de Hungría y Transilvania. Sin confiar en la palabra de János Pálffy, que era el enviado del emperador encargado de las negociaciones con los rebeldes, el príncipe abandonó el reino de Hungría hacia Polonia el 21 de febrero de 1711. Solo quedaban unos doce mil kurucok. En abril de ese año se perdía Kassa y el 1 de mayo, el sucesor de Rákóczi, Sándor Károlyi, capituló, firmándose el tratado de Szatmár (Satu Mare), que pondría fin a ocho años de conflicto.

### Los números del ejército insurgente
La guardia de Rákóczi inicialmente estaba compuesta por un regimiento de carabineros (mil jinetes en 1705) y un regimiento de séquito dividido en dos batallones de quinientos hombres cada uno, con una compañía representativa llamada Kapcsosok o Deliasok.
Más tarde se agregarían un regimiento de granaderos montados, inicialmente compuesto por 180 franceses (1704), y más tarde por franceses y húngaros (1705), incluyéndose hacia 1710 también polacos y suecos. Asimismo entraron en la composición la compañía de "Fusileros Verdes" de doscientos hombres (hasta abril de 1705), la compañía de los arnautas (Arnót), mercenarios albaneses (1708-1710), y el regimiento de haiduks a caballo reclutados en las propiedades privadas de los Rákóczi (desde 1709).
A partir de 1706 hubo una compañía de nobles en forma de unidad de combate y una unidad de entrenamiento para oficiales jóvenes. Las unidades restantes eran contingentes formados por grandes señores feudales (magnates) y por la pequeña nobleza gris, llamados bocskoros nemesseg ("nobleza desnuda").
Las unidades se organizaron según el patrón austriaco, en 1706 se formaron en 31 regimientos de infantería y 52 de caballería (dragones, húsares). El resto se organizaba en regimientos irregulares formados por haiduks, es decir, por campesinos dotados de privilegios (exención de cargas y servidumbre) a cambio del servicio militar. La mitad del ejército estaba formado por húngaros y transilvanos,a así como por el resto de las minorías nacionales (rumanos, rutenos, alemanes, zipser y eslavos). Las unidades formadas por antiguos soldados de las guarniciones austriacas se encontraban entre las mejor equipadas. Las subvenciones francesas permitieron mantener 4.000 jinetes a finales de 1708. El número real del ejército insurgente era de 40.000 a 60.000, pero solo una cuarta parte estaba adecuadamente armado y entrenado. Además de las armas capturadas y adquiridas, las armas provenían del exterior. En la caballería, solo el 30-50% de los fusileros tenían rifles, la mitad estaba equipado con pistolas y el 10% ni siquiera tenía sables. Parte de la infantería estaba armada con arcabuces arcaicos circulares o de fusible.

### Tras la rendición
Tras cesar las hostilidades y dispersar las tropas insurgentes, Rákóczy, que no reconoció la rendición, volvió a refugiarse en Polonia. También viajó a Francia, y desde 1717, en Estambul, trataba de recuperar Transilvania con la ayuda del Imperio otomano durante la guerra austro-turca. El tratado de paz de Pozarevac (julio de 1718) hizo añicos estas esperanzas, y trajo la unificación final de las tierras húngaras bajo el dominio de los Habsburgo.
No se respetaron las garantías imperiales relativas al cumplimiento de las leyes húngaras, el respeto de las libertades religiosas y la restauración de los bienes confiscados a los participantes en la insurrección. El dominio de los Habsburgo, basado en los magnates pro-austriacos (los llamados labanc), condujo a la abolición de la movilización masiva de la nobleza y al establecimiento de un ejército permanente bajo el mando austriaco y con una gran proporción de extranjeros. Con el tiempo, la Dieta también perdió su importancia y el ejército quedó subordinado al Hofkriegsrat.

## Minorías que apoyaron a los Habsburgo
Los serbios asentados en las fronteras del sur de Hungría durante las grandes migraciones serbias y protegidos por los austriacos, lucharon del lado del emperador desde el comienzo de la guerra. Fueron utilizados como caballería ligera en el ejército austríaco y como recaudadores de impuestos. Durante los ocho años de guerra, las aldeas y ciudades húngaras de la gran llanura húngara y Transdanubia fueron quemadas y robadas por los serbios, mientras que en Bácska las aldeas serbias fueron del mismo modo quemadas. Sin embargo, hubo algunos serbios que lucharon del lado de Rakóczi contra los Habsburgo, los hombres de la frontera de Semlac. El líder de las tropas serbias kuruc era el capitán de la frontera Obrad Lalić de Senta.
Croacia también apoyó a la monarquía de los Habsburgo, por lo que el ejército croata y los contingentes de los Habsburgo impidieron la ocupación de Croacia por los kuruc. Las fuerzas croatas y serbias lucharon en Transdanubia y la Alta Hungría. 
Los sajones de Transilvania se distanciaron de Rákóczi en 1703. Aunque el general austríaco Rabutin perdió en Transilvania, se retiró a las Sieben Stühle, donde las ciudades y los campesinos sajones dieron refugio al ejército de los Habsburgo.

## Asistencia danesa
El reino de Dinamarca proporcionó anualmente regimientos de caballería e infantería. El ejército de los Habsburgo colocó estos regimientos daneses en Hungría, donde lucharon junto con el ejército de los Habsburgo contra los kurucok y sus aliados. Las fuerzas danesas lucharon en el este de Hungría y Transilvania, en el río Váh y en la toma por los imperiales del importante paso de Zsibó (Jibou, 1705).

## Mercenarios y minorías en el ejércitokuruc
La minoría rusina en 1703 se unió inmediatamente al levantamiento, pero ya antes de eso, entre 1690 y 1702, los rusinos habían apoyado a los húngaros contra los soldados austriacos. También durante todo el conflicto, los eslovacos lucharon por Rákóczi. En el ejército kuruc había comandantes eslovacos y algunas fuerzas kuruc eran completamente eslovacas. Después de la emancipación de Transilvania, la minoría rumana se posicionó en masa con los kuruc. Finalmente, unos cientos de mercenarios de Valaquia y Moldavia lucharon en el ejército de Rákóczi.
Decenas de voluntarios y mercenarios polacos vinieron de la Mancomunidad de las Dos Naciones, también soldados ucranianos y tártaros de Lipka apoyaron a los kurucok. Varias veces Rákóczi pidió ayuda a Polonia y trató de reclutar más soldados polacos. En las tierras húngaras, los alemanes sajones de Spiš (como Orbán Czelder) y algunos grupos alemanes (incluidos los renegados del ejército de los Habsburgo) se unieron a la guerra de Rákóczi. Fueron complementados por mercenarios alemanes. El ejército kuruc también dio órdenes y juramentos en los idiomas eslovaco y alemán, ya que había muchos alemanes y eslovacos que servían en el ejército kuruc.
Los eslovenos húngaros de los condados de Murska Sobota, Lendava y Szentgotthárd se unieron a la lucha contra los soldados de los Habsburgo, ya que las fuerzas de Estiria se alimentaron varias veces en los pueblos eslovenos.
Varios centenares de soldados suecos que huían de la batalla de Poltava, fueron admitidos en el desmoralizado ejército kuruc de Rákóczi en 1710. El ejército húngaro-polaco-sueco-francés estuvo cerca de la victoria contra los austriacos en la batalla de Romhány, pero las últimas fuerzas de Rákóczi fueron aplastadas en el curso del contraataque austríaco.
El ejército de Rákóczi también incluía búlgaros, lituanos, tártaros de Crimea y otomanos.